# Sanah

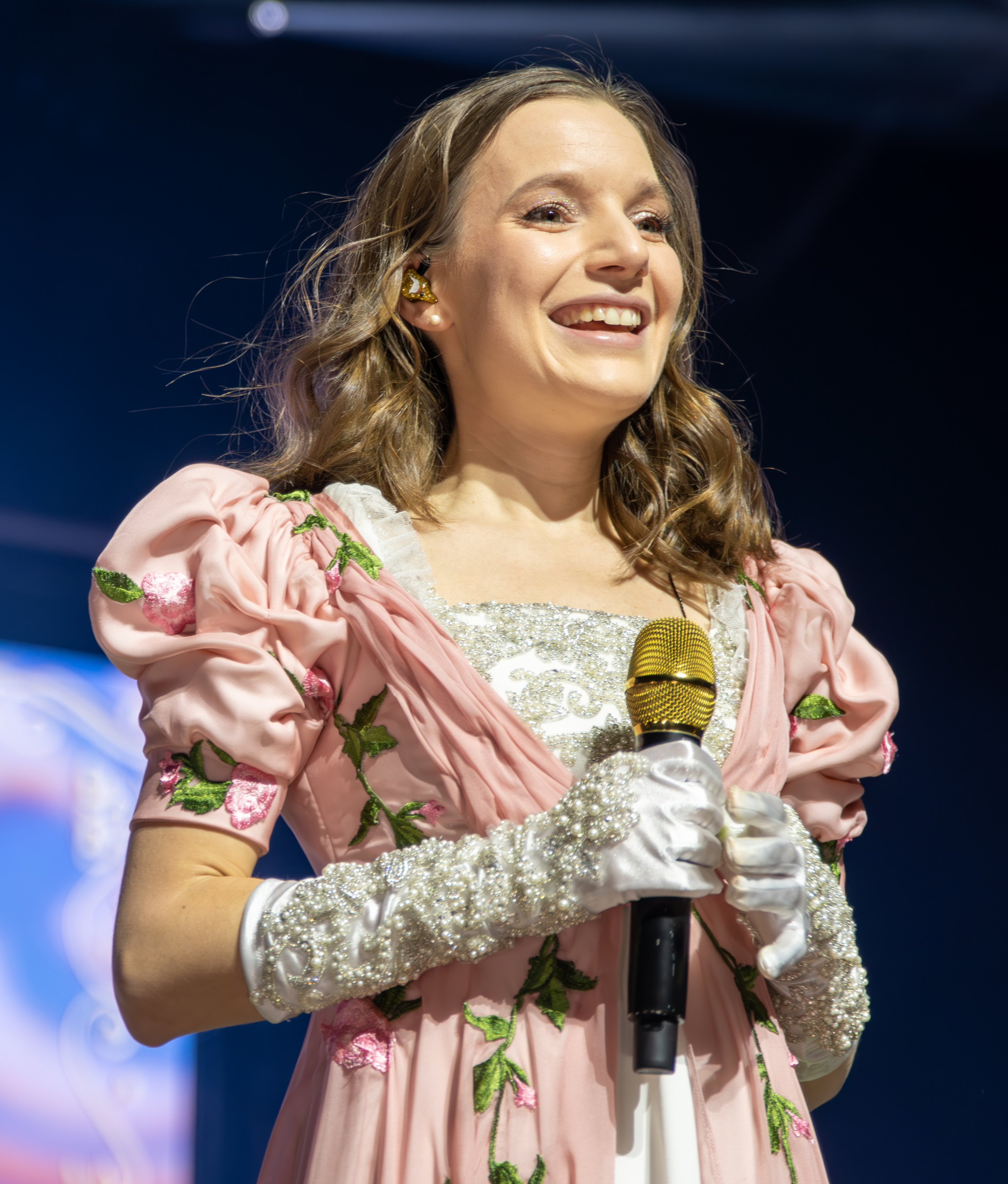
Sanah (2024)

Sanah (* 2. September 1997 in Warschau; bürgerlich Zuzanna Grabowska) ist eine polnische Sängerin, Songwriterin und Violinistin.

## Karriere
Sanah wurde 1997 in Warschau geboren; sie hat vier Brüder und zwei Schwestern. Im Alter von sieben Jahren begann sie Violine zu spielen. Mit 11 Jahren schrieb sie ihre ersten eigenen Lieder. 2019 erhielt sie den Bachelor-Abschluss an der Fryderyk-Chopin-Universität für Musik in Warschau.
2019 veröffentlichte sie ihre erste EP Ja na imię niewidzialna mam. Im Mai 2020 erschien ihr Debütalbum Królowa dram. Mit diesem erreichte sie Platz eins der polnischen Albumcharts, was ihr auch mit den drei nachfolgenden Alben gelang. Mit ihrem fünften Album Bankiet u sanah verfehlte sie erstmals die Chartspitze.
Seit 2022 ist sie mit ihrem Mann Stanisław verheiratet. Dieser spielte in ihren Musikvideos zu Kolońska i szlugi und Pocałunki mit.

## Diskografie
Studioalben

| Jahr | Titel Musiklabel                   | Höchstplatzierung, Gesamtwochen, AuszeichnungChartsChartplatzierungen (Jahr, Titel, Musiklabel, Platzierungen, Wochen, Auszeichnungen, Anmerkungen) | Anmerkungen                                                           |
| Jahr | Titel Musiklabel                   | PL | Anmerkungen                                                           |
| ---- | ---------------------------------- | --- | --------------------------------------------------------------------- |
| 2020 | Królowa dram Magic Records         | PL1 Diamant · (213 Wo.)PL | Erstveröffentlichung: 8. Mai 2020 Verkäufe: + 150.000                 |
| 2021 | Irenka Magic Records               | PL1 ×2Doppeldiamant · (173 Wo.)PL | Erstveröffentlichung: 7. Mai 2021 Verkäufe: + 300.000                 |
| 2022 | Uczta Magic Records                | PL1 ×2Doppeldiamant · (… Wo.)PL | Erstveröffentlichung: 15. April 2022 Verkäufe: + 300.000              |
| 2022 | Sanah śpiewa poezyje Magic Records | PL1 Diamant · (… Wo.)PL | Erstveröffentlichung: 25. November 2022 Verkäufe: + 150.000           |
| 2024 | Kaprysy Magic Records              | PL1 Diamant · (… Wo.)PL | Erstveröffentlichung: 21. Juni 2024 Verkäufe: + 150.000               |
| 2024 | Pianinkowe Kaprysy Magic Records   | PL1 Gold · (… Wo.)PL | Erstveröffentlichung: 29. August 2024 Verkäufe: + 15.000; Piano-Album |